# Kuvsletta
Koordinaten: 73° 50′ S, 5° 14′ W
Die Kuvsletta (norwegisch für Buckelebene) ist ein kleines, flaches und eisbedecktes Gebiet im ostantarktischen Königin-Maud-Land. Es liegt zwischen den beiden Landspitzen Utrinden und Framranten in der Kirwanveggen.
Norwegische Kartografen, welche die Ebene auch benannten, nahmen anhand von Luftaufnahmen und Vermessungen der Norwegisch-Britisch-Schwedischen Antarktisexpedition (1949–1952) und Luftaufnahmen der Dritten Norwegischen Antarktisexpedition (1956–1960) eine Kartierung vor.